# Neue Deutsche Härte
Neue Deutsche Härte (en español Nueva dureza alemana), abreviado NDH, es un género de metal industrial que se originó en el mundo de habla alemana en los años 1990. Las letras suelen estar escritas en dicho idioma y la voz solista canta habitualmente en un registro grave. Las bandas de la NDH se caracterizan por su sonido basado en guitarras eléctricas altamente distorsionadas, los habituales bajo y batería, y teclados, sintetizadores, samplers e incluso cajas de ritmos. El nombre es un guiño al de otro movimiento surgido en la zona germanófona a finales de los 70, Neue Deutsche Welle.

## Orígenes
Muchas bandas fueron importantes para esta corriente, pero Oomph! es generalmente considerada la banda NDH original, empezando con su segundo álbum, Sperm y hasta la fecha y mejorando los discos anteriores.

## Popularidad
Las ventas de NDH metal fueron aumentando en Alemania y los Estados Unidos. Por ejemplo, Rammstein ha vendido más de 50 millones de discos, Joachim Witt ha vendido cerca de 3 millones y otros artistas alemanes están vendiendo cada vez más.[cita requerida]
Además de las bandas citadas existen otras que se consideran dentro del estilo NDH como Eisbrecher, Maerzfeld, Megaherz, Stahlmann, Erdling, Unheilig, Heldmashine o Stoneman. El fenómeno NDH es tan popular que ha traspasado fronteras e incluso hay bandas del estilo con letras en otros idiomas distintos al alemán, como por ejemplo la banda española Bloody Kitchen cuyas letras son íntegramente en español.